# 鬼

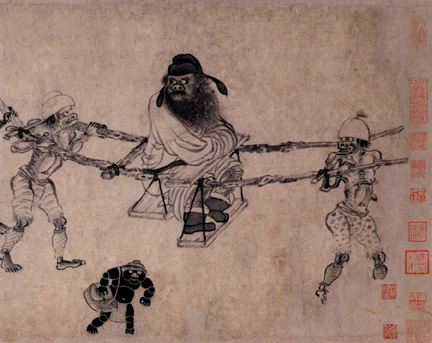
宋末元初畫家龔開畫作《中山出遊圖》局部中描繪的鍾馗與小鬼

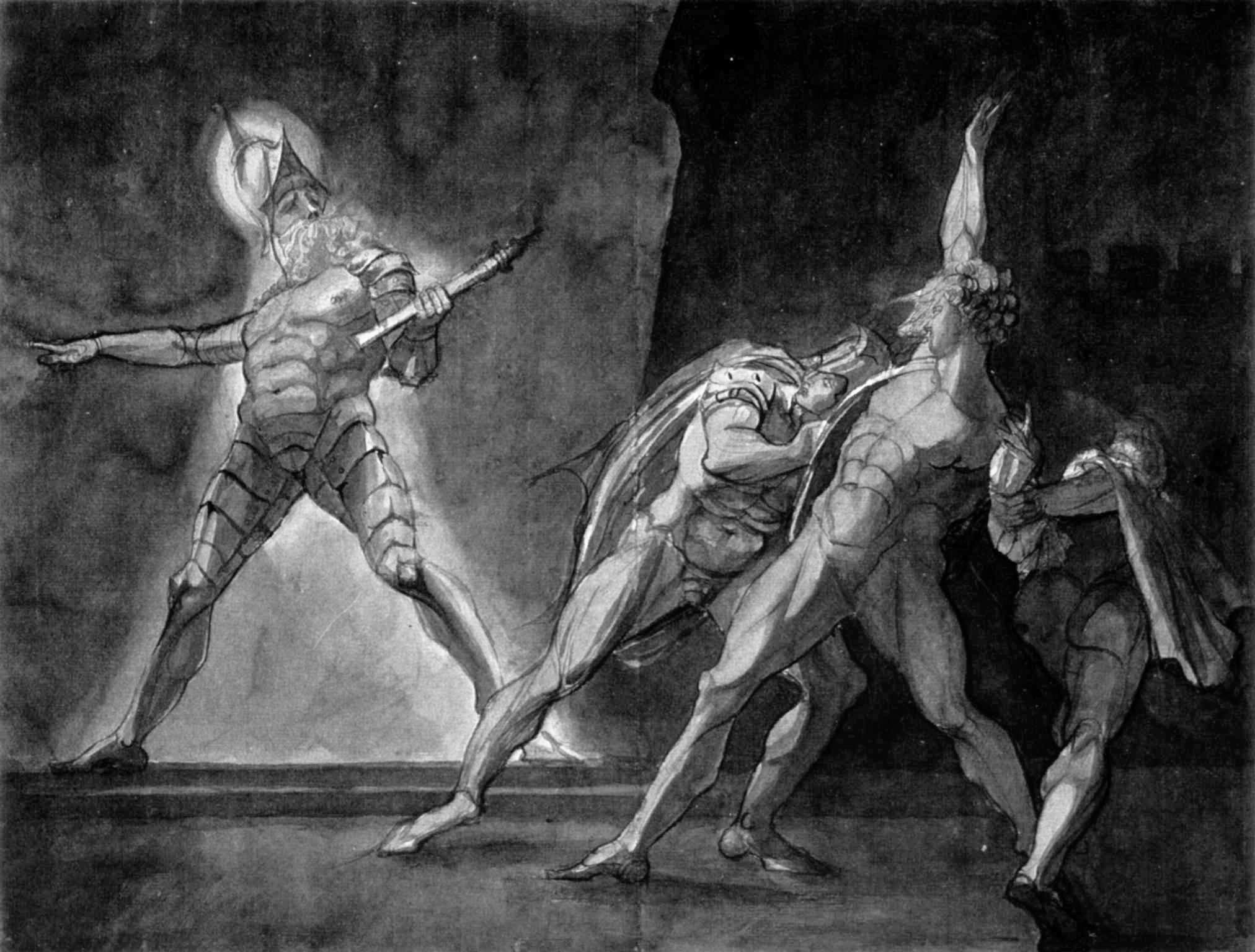
约翰·亨利希·菲斯利描绘的哈姆雷特和他父亲的幽魂，大约创作于1780-1785年

鬼，又稱鬼魂，幽魂或阿飄，等於某些文化习俗或宗教信仰的人認為鬼是生物死亡之後遺留下的靈魂或魂魄。以現今的社會科學上 ，人類還是未能確認它的存在，但是至今仍然不少流傳靈異鬼故事。
在其他語言的翻譯上，中文的「鬼」最常被翻譯成英語的「Ghost」，日本則稱之為「幽霊/幽靈」，韓國和日本一樣，稱之為「유령（幽靈）」。另外邪靈、魔鬼、妖怪、吸血鬼，以及不死生物等其他在恐怖電影出現的怪物，和一些宗教神话、民间传说和都市传说的传说生物，也常被稱為「鬼」。
「鬼」字也會用來形容某些具有不良習性、嗜好或欲望的人，像是貪杯好飲酒的叫作「酗酒鬼」，垂涎美色的叫「色鬼」。

## 歷史背景
在商朝、周朝時期尚未產生長生不死的神仙觀念，也未有佛教宣導的輪迴轉世的思想，但當時的人也已經認為人死後會變成鬼，並且生前的身份會在陰間延續。因此他們認為人死後的靈魂依然繼續關心影響人世之事，這導致占卜的流行，且有陪葬的觀念。事实上，在先秦时期的文化中，人死后为“归”，意为回归，有“天神、地袛、人归”的说法。佛教传入中国后，“归”逐渐变成“鬼”。
最初“鬼”字指似人非人的恐怖事物包括生物，到了周朝,鬼开始有亡魂的意思。

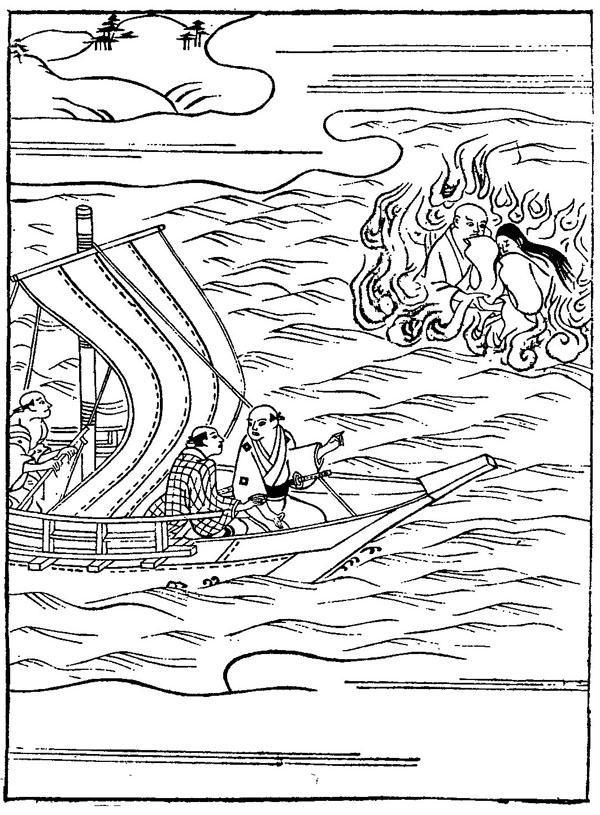
男女之船幽靈（『諸國因果物語』）

以前概念认为，其他凡物也皆有鬼，本身源自自然崇拜。
在西方文化中，由于很早就有崇拜死人的传统，所以鬼在人的思想概念中是存在的。从圣经希伯来语经卷（《旧约》）的记载可以看出，以色列的上帝耶和华告诉以色列人，人不應该崇拜鬼，但是古代亚细亚很多国家都有对鬼的崇拜，通灵术也因此十分普遍。
另外，鬼存在的說法，在印度教、神道教中都能找到。
在一些传说裡，鬼能变化成不同形态，如《耳食录》田卖鬼里，鬼可以将自己的头变多，以及变化为鸭。和明代《菽園雜記》，鬼能变化為棺材板。 

## 各方观点综述

### 無神論者
無神論者認為，如果鬼真的存在，就应该已经找到了可以证明有鬼存在的科学依据，但到目前为止也还未找到一個有鬼存在的科學證據。他們的基本出发点是「结论必须经得起證實」，如果可以通过现有技术发现，则可以将这个过程重现。而至今尚未探测到鬼，亦无法描述这种物质或者能量，遂認為它是不存在的。同理，无神论者也否定任何的神或者有超越生物能力的個體之存在。

### 不可知論者
因為自己無法親眼或從周遭熟悉人士得到見證，所以對鬼神保持開放的懷疑態度，但心中不排除可能有鬼神者。

## 有神論者與宗教
有神論者多半相信有鬼，但信有不等同認為是「真」的死人的亡魂顯現，認為這是不同世界的事物，憑現在人類的科學知識毫無能力證明，但亦有認為自己具陰陽體質者，堅決地肯定鬼魂的存在性，並且認為鬼魂有其行動意志。在世界上的主流宗教教義中，相信靈魂不死或輪迴、崇拜神靈而厭惡鬼魂等等是多數宗教的共通特點。

### 猶太教
猶太教的聖典《希伯來聖經》中的《撒慕爾紀(上)》第二十八章第八節至第二十節記載：
撒烏耳就改裝易服，帶了兩個人作伴，夜間來見那女人，對她說：「求你用招魂的法術給我占卜，將我向你所指出的人給我招上來。」
那女人回答說：「啊! 你知道撒烏耳作了甚麼，他已經將國內招魂和行巫術的人剷除，為甚麼你來設陷阱害我的性命，叫我死呢？」
撒烏耳就指著上主對她發誓說：「上主永在！為這事你決不會受害。」
那女人問說：「要我給你招誰上來？」他答說：「你給我招撒慕爾上來。」
那女人一看見撒慕爾，就大喊一聲，對撒烏耳說：「你為甚麼哄騙我？你就是撒烏耳！」
王對她說：「不要怕！你究竟看見了甚麼？」那女人回答撒烏耳說：「我看見神由地中上來。」
撒烏耳問說：「甚麼形狀？」她答說：「上來了一位老人，身披外氅。」撒烏耳便知道這是撒慕爾，遂俯首至地下拜。
撒慕爾對撒烏耳說：「為甚麼你擾亂我，叫我上來？」撒烏耳答說：「我很苦痛。培肋舍特人攻擊我，上主已遠離我，又不藉先知，也不藉夢境答覆我，所以我招你上來，指教我該作什麼。」
撒慕爾說：「上主既已離開了你，協助你的近人，你為甚麼還來問我？
上主對你實踐了他藉我所說的話: 『上主已由你手中奪去了王權，賜給了你的近人達味；
因為你沒有聽從上主的話，沒有執行祂對阿瑪肋克所懷的盛怒，為此，上主今天這樣對待了你。
上主還要把以色列和你一起交在培肋舍特人手中；明日你和你的兒子要同我在一起；並且，上主也要把以色列軍隊交在培肋舍特手中。』」
撒烏耳一聽撒慕爾的話，非常恐懼，忽然跌倒在地；又因他一日一夜沒有吃喝，一點力氣也沒有了。

### 伊斯蘭教
伊斯蘭教相信鎮尼存在，是一種類似於精靈但並不等同於鬼魔的超自然生靈，鎮尼如同凡人一樣擁有自己的社會體系，能夠接受或棄絕對於真主的信仰同時也能夠幫助或傷害凡人。

### 基督宗教
基督宗教神話中的魔鬼（魔王撒旦）或鬼魔（即跟随魔王的墮落天使）被翻譯成「鬼」，非指幽靈。靈魂非不朽論者認為根據《聖經》記載，人死後靈魂要和遺體一起休眠，等待末世審判的到來和復活，屬基督的人死後到神之國，圣经称为新天新地；不屬基督的人死後到陰間受拘禁。一些基督徒認為世界上的鬼怪現象是撒旦所做的假象，而部份基督徒相信鬼魂存在，但反對與他們進行任何形式的交流，原因是《舊約聖經》多次告誡 不可以進行交鬼儀式。

《新約聖經》里多处都提及邪靈，比如在馬可福音第九章第十七節記載：
眾人中間有一個人回答說：「夫子，我帶了我的兒子到你這裡來，他被啞巴鬼附著。」

第九章第十八節記載：
無論在那裡，鬼捉弄他、把他摔倒，他就口中流沫、咬牙切齒、身體枯乾，我請過你的門徒把鬼趕出去，他們卻是不能。
基督宗教認為邪靈能伏在人身上，也可以分为各种各样的鬼，啞巴鬼就是其中的一种。
天主教等部分宗教相信炼狱存在，那是死後靈魂暫時受罰的地方，可以让一些早已被注定要得救但仍有罪過尚未被赦免的基督徒从这里上到天國，另一說是像神曲般一般人死後暫時安置處。東正教則相信靈薄獄存在，是因特殊原因而在生前無法接受基督信仰的亡者等候最後審判的地方。

### 儒教
《論語‧述而第七》：「子不語怪、力、亂、神。」已清楚點出儒教對鬼神採取不論的態度。
樊遲問知。子曰：「務民之義，敬鬼神而遠之，可謂知矣。」說明君子要以鬼神教化民心，使百姓反璞歸真；統治者自身則不可迷信，要認清宣稱鬼神存在只是教化手段。
子曰：「非其鬼而祭之，諂也。」指若對非其祖先有所求，即諂媚行為，非君子之道。
曾子曰：「慎終追遠，民德歸厚矣！」可見儒家祭拜祖先，內在強調感念、追思之義，外在則表現以謹慎、尊敬之禮，目的在使風俗淳厚。
子又曰：「未能事人，焉能事鬼？」正強調人事的優先性，即人活著當以「盡人事」為優先，無暇顧及鬼神。主張為政者，對宗教信仰當敬而遠之，勿使亂政。
儒家觀點當屬不可知論者，主要側重在現实統治部分，闡明的是治國理政之道，其他無關禮義教化之事大多不提。不言鬼怪，只看重盡其在我的部分，為所當為，即無愧君子之道。

### 道教
道教中，認為一般人死後，七魄散去，三魂歸三路，胎光歸天路，奭（shì，ㄕˋ）靈歸地府，幽精則徘徊於墓地之間，直到再度輪迴，三魂才會重聚。
《太清玉冊》卷五：「雖修道而成，不免有死，遺枯骨於人間者，縱高不妙，終為下鬼之稱。故曰鬼」。
道教的信徒相信某些修行多年的人（道士、道姑、云游道人）或者仙通过一定的咒语或者特殊的符号、加有咒语的符等，可以控制鬼的行为甚至命令鬼执行某种任务。在道教有关的文学作品中，这类观点十分常见，在受中国文化影响的国家里，有很多习俗都是与驱鬼避邪有关的，例如帖春联，换门神和雄黄酒等。
在道教的神学体系里，地府是鬼的世界，而一般沒有修為的鬼也普遍存在于人世间，他们甚至可以通过修炼达到大能。但是无论鬼怎样努力，大多不能得到“仙界的承认”而晋升到神仙的水平，而最多和成精的生物（像是狐狸精、蛇精、花精等）平起平坐，除非鬼因為特殊因素而獲得提昇，如《聊齋誌異》中水鬼王六郎因憐憫婦人，放棄捉交替，而被封為土地神。

### 民間宗教
中國民間信仰認為人死後皆會變成鬼，生活在冥間或曰地獄。民間對鬼沒有特定看法，一般人相信，「鬼」以一種電波（念力）形態存在。而人的腦亦選擇性地接收不同的電波（念力），所以有些人特別容易看到鬼，有些卻不容易。這亦與為何含恨或含冤而死的人（鬼）會經常出現相呼應，然而也有不少人相信，鬼魂能以儀器被探測得到，包括其聲音、影像及電波，相信可以透過照片、影像紀錄等無意間把鬼魂的影像紀錄下來，通常也稱為「心靈寫真」或是「靈異照片」，也有些人相信可以透過碟仙或附身等通靈方式與鬼接觸或溝通。

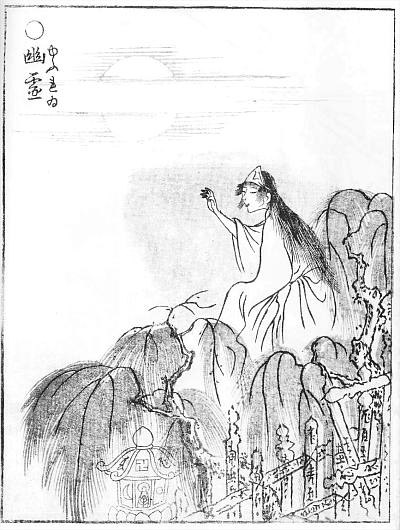
幽靈
鳥山石燕『畫圖百鬼夜行』（1776年）

有些人稱他們曾經見過鬼，看到鬼常以光或雲彩的形態出現，亦會令人有寒冷的感覺。更有人聲稱他們看過人形的鬼，某些鬼或以極其嚇人的外觀示人──他們可能顯現被殺時的死狀，如無頭、長舌、七孔流血等。
很多奇幻文学作品和影视作品都提起鬼存在于世界上，并且对世人有举足轻重的影响，只是人眼看不到或者普通人无法感知到，唯有能通灵或者有特异功能的人才能看得到。例如《哈利波特》、《魔戒三部曲》、《纳尼亚传奇》系列中很多都是与鬼怪，魔法，通灵有关的。
在中國, 古人相信鬼是以一種近似氣體的形式存在：當它進入室內的時候，會如氣體一樣，先貼著牆傳播，最後才充滿整個房間，此乃傳說──鬼貼牆走──的起源。
也有人相信，人和鬼是處於兩個獨立的維度裡，當兩個維度一旦重疊的時候，就會看到對方。每當撞見鬼時，人們常會舉行宗教儀式或焚燒香燭、紙錢、紙紮祭品或超渡亡靈，以祈求鬼魂不要纏擾着他們。
這都是民間對鬼的傳說，沒有任何人可以提出有力證據證明或否定這些觀點的真確性。
中國鄉間偶有一種鬼神附體，患者自稱某某神仙，已死者靈魂的化身，此時病人常以這些附體者的口吻、身份講話，聲調也變得特殊，講話內容一般是患者不曾見過，或不曾經歷過的事情。如算命師或乩童般，多數相當準確，偶有以此詐騙者，一般人稱為附身或通靈，亞伯拉罕諸教稱之為交鬼。

### 神道教
在日本，相對的有七夜怪談和廁所裡的花子等數以萬計的靈異故事。在日文漢字的用法上，「鬼」是指一種青面獠牙，會掠奪和吃人的怪物，還有地獄的獄卒、牛頭馬面和餓鬼道的餓鬼等才算是鬼。至於中國人說死後變成的鬼，日文則使用「亡靈」、「幽靈」和「怨靈」等來稱呼。在日本的妖怪之中，也有人死後所幻化成的妖怪。

### 佛教
佛教不承認神我存在，認為只有中陰身或投生到餓鬼與地獄道的有情眾生，並沒有能夠在沒有身軀的情況下任意活動的鬼魂。佛教認為中陰身不具有生前之形象，也不會顯現在一般沒有神通的人眼前，亦不能改變周遭事物的狀態，而部份餓鬼可能會保留前世的形象。值得注意的是 佛教神話中的餓鬼不同於一般所說的鬼魂，前者是六道眾生之一，由其他眾生投生而成，並且如同其他眾生一樣會有壽終的一天，而且也像其他眾生一樣需要依靠色身行事，後者則被認為是凡人死後其魂魄所直接變成的，兩者的概念並不交集。
- 中陰身

漢傳佛教和藏傳佛教認為人死後，亡者的普羅一旦離開肉軀，在投生六道任何一道之前，其普羅便會因業力及對自己的執愛而得一種稱為「中陰身」的細微身，以這種身存在至因緣成熟而再次投生為止。這種中陰身的所謂「身相」，並無實質，只是大概具身相而矣。中陰身並不享用實質的飲食。
南傳佛教（上座部佛教）則不承認中陰身存在，認為中陰身只是後期的部派佛教“說一切有部”的思想與說辭，眾生死後會立即轉變到下一生，是沒有間隔的。
- 餓鬼道／地獄道

餓鬼和其他眾生一樣擁有色身（物質身），生活於凡人的周遭，只是凡人的肉眼一般無法見到。地獄道的囚鬼則在地獄不與人間交疊。未必所有投生為餓鬼的眾生都會遭受飢餓的痛苦，若生前有福德者，投生後可能被有法力的天眾吸收為其麾下成為土地神、門神、某某將軍、某某千歲、某某王爺等跟著享受人們的祭拜、供養，並且跟隨天眾修煉以增強法力神通，亦能夠施福降禍，直到再次輪迴轉世。

## 科學的質疑
人類在一般情況下聽不見頻率低於20赫茲（Hertz）的次聲波，有英國科學家認為次聲波能讓22%的人感覺在空間中有鬼的存在，或者有不明的不安、悲傷、毛骨悚然、背脊發涼、極度厭惡和害怕、感到緊張與被人盯視的感受。容易受到靈異暗示的人，在次聲波環境中更容易有不尋常的感覺。有人認為與內耳的淋巴液受到震動、影響了平衡系統有關。次聲波也可使眼球震顫，因而扭曲了視力，譬如看見眼角處有模糊的灰色陰影，會誤以為見鬼。或使窗戶震動，燭光閃爍，活像鬼魂出現的現象，一般人很容易驚嚇恐懼。
鬼常被主流科學家視為幻覺、錯覺，或迷信的表現，以鬼屋為例，所謂鬼聲的產生，常常是家具的熱漲冷縮、樹葉刮屋頂、地下火車或水流經過、地下礦坑爆炸、地震、或老鼠騷動等造成的，而所謂鬼影的出現，常常是月光、路燈、車燈、樹影等造成的。
另根據所謂鬼屋事件的調查，發現溫度較低的地方，見鬼的機會較高，顯然是生理影響心理所致；有些鬼屋內有大量的電器或電線，或建材本身就是會蓄電的花崗岩，令人不得不聯想到電磁場的可能性。麥可·帕辛格曾對受試者大腦的顳葉進行磁力刺激，證明可以見到不存在的異象。他曾使用強度為0.1到1個微特斯拉（microTesla；相當於一至十的千分之一高斯）的電磁場，對準右腦顳頂交界區或兩個腦半球，結果有70~80%的受試者在二十分鐘內被誘發出「眼前出現鬼神的感覺」，以及瀕死體驗，如亮光，上帝現身，見到已故親屬等(詳見瀕死經驗)。對準左腦就很少發生體驗。
有些人有時會產生這樣的詭異感覺：感到有人在背後盯著自己，可是自己明明是單獨呆在一個房間裏。瑞士聯邦理工學院的神經學家布蘭克在研究一名癲癇病人時發現，如果刺激這名女病人的大腦左顳頂交界區，她就會突然感到背後有人在盯著她。而背後的這個“人”有時候是默默地坐在一旁，有時卻是將手臂伸向她。顳頂交界區是個關於自我意識的部位，整合聽覺、視覺、觸覺等身體各感官的信息，從而綜合出自己身在何處、在做什麼。電極電流干擾了這些身體信息整合，令女病人產生身後有鬼的錯覺。另外還有腦島（insula）與額頂葉皮質區（frontoparietal cortex）受傷，也與見鬼有關。有些疲倦、缺氧、焦慮、藥物誘發、精神分裂症、偏頭痛、癲癇、中風、腦瘤的病人也會產生「有人在旁邊」的錯覺。
一氧化碳中毒也可能影響聽覺與視覺系統，使人感到牆壁向自己逼近的錯覺。恐懼時可能會分泌某種費洛蒙於汗水中，使他人聞到後也跟著緊張害怕、疑神疑鬼。某些牆壁上的油漆含有麥角菌產生的麥角，人接觸後可能產生輕微的幻覺。某些建築中的空氣品質很差，被黴菌孢子污染，也可能使人產生幻覺。
腦部對倒三角形特別敏銳，容易聯想成人臉，稱為輪廓誘導現象(或類像、擬像現象)（The Simulacra），加上圖形或光影的巧合，容易產生所謂的幻想性錯覺，譬如有些人會將普通相片當成靈異照片。或看到旁邊好像有斷手斷腳的人或白色影像，一旦直視又消失了，這種周邊視覺在光線不足的情形下比較敏銳，原因是對顏色比較不敏感的桿細胞（rod cell）在視網膜的周圍比較多，導致看見蒼白或青綠的錯覺在眼角飄移。有人將青綠色錯覺稱為薄暮現象。平時我們看不見視網膜上的血管，但在眼睛兩旁照射強光的話，就會看見了，卻容易誤解成幽靈，謂之柏金氏樹（Purkinje tree）。另有眼睛可能看見的奇特影像，譬如視雪症（visual snow）、偏頭痛的先兆（aura）、摩爾氏閃電紋（Moore's lightning streaks）、快轉光幻視（flick phosphene）、謝瑞爾氏現象（Scheerer's phenomenon；blue field entoptic phenomenon）、藍光弧（blue arcs）、麥斯威爾斑點（Maxwell's spot）、海丁格條紋（Haidinger's brushes）、壓力性光幻視（pressure phosphene）、視網膜原始灰色覺（intrinsic gray of retina）、柏金氏圖像（Purkinje images）等。
所謂CEV（closed-eye hallucination or visualizations），則是在閉上眼睛或在黑暗中所看到的影像，通常隨著時間與放鬆而越來越具體。CEV的感受可分為五級：
- 第1、2級：雜訊與閃光；
- 第3級：形狀或色彩不斷變化的圖案；
- 第4級 ：出現具體的事物影像，有時感到自己在一個虛擬世界中移動，甚至可以想看什麼，就看到什麼；
- 第5級 ：幻覺太過強烈以至於掩蓋真實的知覺（Overriding physical perception）。

由於人體的神經系統是一種電流網路，與電子產品一樣會產生雜訊，以視覺為例，平時接收的正常影像，會壓過這些雜訊，一旦閉上眼睛或在黑暗的環境中，視覺訊號消失，這些雜訊就會被意識注意到，有時進一步解釋成怪異的東西。CEV 可以透過放鬆訓練來產生，也可以藉由藥物，例如致幻藥劑LSD。自我放鬆發生第5級的可能性不高，LSD 卻可以輕易產生逼真的幻覺。CEV第3、4級被認為可幫助放鬆與睡眠，第5級則有潛在的危險，可能使原有的癲癇發作，或誘發精神疾病。
感覺剝奪也是一種CEV。感覺剝奪就是剝奪一個人的所有感官刺激，讓他的潛意識浮現，漆黑安靜的地方，加上杳無人煙，便是誘發此種現象的理想地點。已有感覺剝奪的實驗發現，大約50%的受試者在剝奪感官刺激的隔離箱中產生幻覺，包括視幻覺、聽幻覺和觸幻覺等。視幻覺譬如出現光的閃爍；聽幻覺譬如聽到狗叫聲、打字聲、滴水聲等；觸幻覺譬如感覺有人從身體下面把床墊抽走，或感覺有冰冷的鋼板壓在前額和面頰上。當外界的刺激單調乏味、一成不變的時候，譬如在高速公路上定速直駛的時候，意識會變得恍惚模糊，也就是打嗑睡。此時周邊視野若有異物出現，容易誤判成鬼怪，稱為高速公路催眠現象（highway hypnosis）。
一些抓鬼專家提出的所謂「證據」：EVP（electronic voice phenomena）超自然電子異象，其實是一種聲景分析（auditory scene analysis）的作用所致，譬如聽見「大○好」，可能會誤判成「大家好」，或「滾○去」變成「滾出去」，有人稱之為幻想性聽錯覺（Auditory pareidolia）。通常以錄音機錄下所謂的「鬼聲」，就是以上錯誤的判讀所致。請不知情的人試聽，通常只覺得是干擾的雜音而已。目前已知EVP的物理來源如下：大卡車司機有時會使用違法的無線電，是EVP的來源之一；遠處的電台電波，經由大氣層的折射作用，意外形成干擾所致；極光與流星可能產生電離層，電波遇上後會折射至本來不會收到的地方；飛機的機身也會折射電波。
至於有些號稱陰陽眼的人，特別是看到比正常尺寸小的幻覺，據研究可能是邦納症候群患者，這種疾病常發生在白內障或視網膜病變的人，部分視野因無法接收光線而缺損，腦部便創造影像來填補。
視幻覺分為簡單的光影或是複雜的鬼、人、小蟲等，常出現在偏頭痛、酒癮者、物質濫用者、營養缺乏、失智、腦部病變（如腦瘤、帕金森氏症、癲癇、猝睡症）、藥物中毒、電解質不平衡或是高燒等身體重大疾病時。若有動彈不得的感覺，俗稱鬼壓床，通常與睡眠癱瘓症有關。
在器質性幻覺中，入眠前幻覺及入眠後幻覺是較為特殊的型態，因為它們在正常人中，出現的比率相當高。入眠前幻覺是指一個人在快入睡瞬間所產生的幻覺，入眠後幻覺則是指一個人在醒過來瞬間所經驗的幻覺。馬克勒（MCKellar）及辛普森（Simpson）發現在182位學生中，約有115位曾有入眠前幻覺的經驗，約佔63％。其中幻聽有78位，視幻覺有64位。此報告，與大多數的研究不同，因為一般來講，出現視幻覺的比率較高。雖然被試者在產生入眠前幻覺時，皆稱自己是清醒的，但從腦波檢查中，卻發現α波明顯的減少。
入眠前幻覺時，其視幻覺通常是幾何圖形、抽象的線條、形狀、臉孔、人影或自然景像等。幻聽則可能是動物的聲音、音樂或談話聲，其中以聽到自己的名字被叫最為常見。當一個人在睡眠被剝奪後，亦可能出現視幻覺、幻聽等現象。不過，在充足的睡眠後，上述症狀即可消失。

## 相關作品

### 小說
在不少文藝作品中，我們可以找到許多鬼故事，當中不乏描述人枉死後變成厲鬼報仇雪恨或四處出沒找尋替身的情節。亦有些故事中的鬼只是心願未了，並無害人之心，甚至與人發生感情，例如：
- 清代蒲松齡所著的《聊齋誌異》有不少鬼故事，其中包括人與鬼的交往和戀愛。

### 戲劇
明代湯顯祖的《牡丹亭》，女主角杜麗娘死後成鬼，與柳夢梅相愛。

### 電影
鬼也是恐怖電影中一個不可缺少的角色，有些故事裡的鬼，因為生前有未解決的問題，而留在人間試圖修正問題，待完滿解決後才能返回陰間。例如：
- 1990年初上映的美國電影（片名本義就是鬼，臺灣片名《第六感生死戀》，香港及内地片名《人鬼情未了》） 2010年日本將此片重新翻拍成《新·靈異第六感生死戀》亞洲版。男女主角分別由日本人氣女星松嶋菜菜子及南韓人氣型男演員宋承憲擔綱主演。
- 1999年日本電影《午夜凶鈴》（又譯《七夜怪談》） 是日本的恐怖電影系列作品，當中包括錄影帶版、戲院版、續集、相關作。另外，亦有好萊塢重拍版。
- 2003年日本電影《呪怨》是日本的恐怖電影系列作品，當中包括錄影帶版、戲院版、續集、相關作。另外，亦有好萊塢重拍版。
- 2004年日本電影《鬼來電》是日本的恐怖電影系列作品，當中包括錄影帶版、戲院版、續集、相關作。另外，亦有好萊塢重拍版。
- 2010年马来西亚电影《Karak》是马来西亚著名的恐怖电影。

### 電視節目
- 1978年《幻海奇情》：香港無線電視節目《歡樂今宵》內的短劇環節。
- 1985年《The New Twilight Zone》
- 1991年－1998年《玫瑰之夜》：由澎恰恰、高怡平主持的鑫凱傳播節目。
- 1996年《怪談》：现由梁思浩、李曼筠、余思敏及陳曉華主持的香港有線電視節目，一直播放至今。
- 2000年《異靈靈異》：由羅蘭主持的香港無線電視節目。
- 2005年《奇幻潮》：由鄭伊健主持的香港無線電視節目（並非所有短片都講鬼）。
- 2010年《蒲松齡 (電視劇)》
- 2010年《囧探查過界》
- 2014年《區區有鬼故》
- 2015年《鬼同你OT》
- 2016年《一屋老友記》
- 2017年《切勿關燈》
- 2017年《降魔的》
- 2020年《降魔的2.0》
- 2021年《搵鬼去電視城》

### 電台節目
- 1980年代《怪談》：由香港商業電台製作的廣播劇，又名《午夜怪談》。
- 1999年－2007年《恐怖熱線》：由潘紹聰主持的新城娛樂台節目。

### 網上電台節目
- 2008年《極度恐怖熱線》：由極道恐怖KB主持的UonLIVE節目
- 2008年《恐怖在線》：由潘紹聰主持的MyRadio/香港人網節目

### 动漫
美国卡通鬼马小精灵（Casper）。
鬼太郎
鬼神童子
幽遊白書
靈異教師神眉
GS美神極樂大作戰
福星小子
犬夜叉
魔法人力派遣公司
魔神相克者
花田少年史
化物語
月詠
妖狐×僕SS
妖怪少爺
黃昏乙女×失憶幽靈
世界鬼
夏目友人帳
我們仍未知道那天所看見的花名
結界師
惡魔奶爸
青之驅魔師
通靈王
妖怪手錶
鬼滅之刃
鬼燈的冷徹
薄櫻鬼

## 相關節日
有多個節日都與鬼有關係，例如：
- 中元節
- 盂蘭盆節
- 萬聖節
- 亡靈節
- 諸靈節

## 參看
- 鬼鎮（被荒廢、放棄居住的城鎮）
- 騷靈現象（具有破壞性的靈異事件）
- 鬼打牆（夜裡或郊外、墳場獨自在路上迷路的一種說法）
- 幽靈船（由鬼所駕駛的船）
- 鬼胎（英语：Spectrophilia）:传说的人和鬼生的混血